# Medena pravljica
Medena pravljica je pravljica za otroke, ki jo je napisala Svetlana Makarovič in ilustriral Lucijan Reščič. V njej nastopajo živalski liki. Izšla je v Ljubljani leta 1995 pri DZS in bila tudi uprizorjena v Lutkovnem gledališču Ljubljana, prvič leta 1994 v režiji Svetlane Makarovič.

## Vsebina
Globoko v temnem gozdu je stalo prastaro votlo drevo, v katerem so si čebele uredile čebelnjak. Vsako jutro so se čebele odpravile nabirat cvetni prah. Najmlajša med njimi pa se je kar sama odpravila gozna dno jaso. Kar naenkrat je na razcvetenem grmičku kukavičnika zagledala debelušnega ter spečega medveda. Odletela je do njega in ga okarala, češ da bo pomečkal vse rožice, ker pa je medved ni slišal, ga je pičila v smrček. Medved se je takoj zbudil in začel loviti čebelo, ki mu je komaj ušla v luknjo domačega čebelnjaka. Ker je medved vedel, da je v čebelnjaku med, je segel s taco vanj in ukradel velik kos satja. Ampak čebele so zletele za njim in ga napadle. Ko jim je končno ušel, je satje postavil v votel štor in se odpravil k potoku, da bi si ohladil popikano telo. 
Na jaso je nato prišla drobna miška in zavohala neznan vonj. Stekla je k štoru in s tačko segla v med. Ker pa si je tačko obrisala v kožuh, je bila vsa lepljiva.
Za njo sta na jaso prišla mama zajklja in zajček. Ker je bil mali zajček radoveden, je skočil do štora pogledat kaj je v njem in padel v med. Mama ga hitro potegnila ven in tako sta bila tudi onadva vsa lepljiva.
V ježevem brlogu pa je ježevka pridno pospravljala. Domov je prišel ježevec in umazal ves brlog. Ježevka je znorela ter nagnala ježevca iz brloga. Tudi on je prišel do štora in tudi njemu se je ponovila ista zgodba. Postal je ves lepljiv in za njim se je vlekla dolga medena nit. Pa prismuka na jaso urejena lisica za njo pa jazbec, ki se takoj zagleda v nališpano lisico. Lisica jazbecu ukaže naj pogleda kaj je v štoru. Tako je tudi jazbec imel lepljivo taco, ki si jo je obrisal kar v lisičin kožuh. Lisica je znorela, zgrabila jazbeca ter ga gnala po jasi. Potlej so do štora prišle še šoje in namočile kljune v medu, zato so se jim zlepili in niso mogle več vreščati.
Tako je bila v gozdu prava norišnica, saj je bilo vse popackano. Vendar prišel je oblaček in začel je padati dež. Živali so bile premočene, pokrajina pa je bila spet čista. In takrat je do štora prišel tudi medved. Veselil se je medu, ki si ga je spravil v štor, vendar ko je stegnil taco v luknjo je bila v njej samo luža. Začel je rjoveti, nato pa je zajokal. Do njega je priskakljala žaba in mu rekla: »Vsak vzrok ima svojo posledico. Cvetni prah je vzrok, posledica pa med«. Medved je takoj postal boljše volje, saj je vedel, da bodo čebele nabrale med, sam pa se bo sladkal z njim.

## Analiza pravljice
- Dodajalni čas: ni natančno določen, med pomladanskim in jesenskim časom
- Dogajalni prostor: gozd, jasa, čebelnjak, ježev brlog
- Pripovedovalec: tretjeosebni
- Sporočilo: dobro delo je poplačano, slabo kaznovano (v tem primeru je medved kaznovan, ko ga čebele popikajo, ker jim je ukradel med)

## Literarni liki
Čebela, medved, miška, veverica, zajček, zajklja, ježevka, jež, lisica, jazbec, šoja, žaba, oblak, oblaček.
Lik medveda 
Medved je tisti, ki krade, ki je zadovoljen, kadar liže med in lenuhari. Na drugi strani pa so čebele tiste, ki so srečne takrat, kadar delajo in urejajo zmešnjavo. Medved jih zaradi tega označi za neumne.
»A če kradeš, lenuhariš, 
vedi, da boš kaznovan
in da vsakič za tatvino
boš opikan in pregnan«